# Aderus marquesanus
Aderus marquesanus é uma espécie de inseto besouro da família Aderidae. Foi descrita cientificamente por Kenneth Gloyne Blair em 1935. A identificação no género Aderus não é completamente clara, está considerado incertae sedis.

## Distribuição geográfica
Habita nas ilhas Marquesas (Polinésia Francesa).